# Grabengasse 6 (Bad Kissingen)

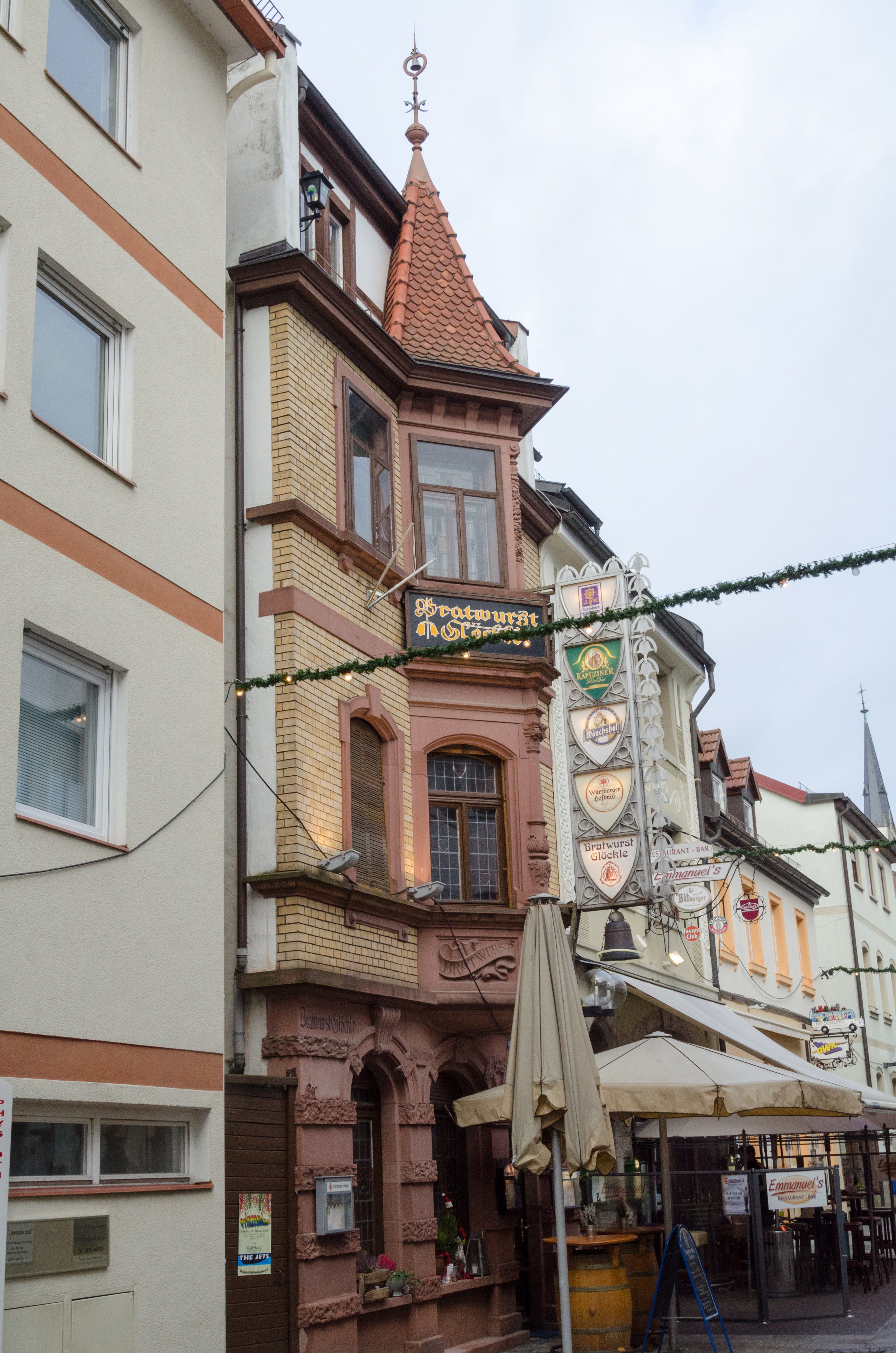
Grabengasse 6 in Bad Kissingen.

Das Gebäude Grabengasse 6, das so genannte Bratwurstglöckle in Bad Kissingen, der Großen Kreisstadt des unterfränkischen Landkreises Bad Kissingen, gehört zu den Bad Kissinger Baudenkmälern und ist unter der Nummer D-6-72-114-18 in der Bayerischen Denkmalliste registriert.

## Geschichte

### Vorgeschichte
Eine Bebauung des Grundstücks der Grabengasse 6 lässt sich seit dem Mittelalter nachweisen. In seiner ersten Baufassung dürfte das heutige Bratwurstglöckle in der Zeit von 1770 bis 1780 entstanden sein; der Bauherr ist unbekannt.
Mit unbekanntem Datum sind als erste Hausbesitzer Valentin und Matthäus Bibrich bekannt. Für die Jahre 1826, 1845 und 1859 (jeweils unter der Haus-Nr. 25) ist als Hausbesitzer ein Kilian Albert nachgewiesen, für das Jahr 1867 (weiterhin unter der Haus-Nr. 25) der Metzger Michael Albert sowie für die Jahre 1875 (unter der Haus-Nr. 25) und 1883 (ab da unter der Haus-Nr. 6) der Metzgermeister Albert Müller.

### Das heutige Bratwurstglöckle
In seiner heutigen Form entstand das Gebäude, in dem sich das Bratwurstglöckle befindet, im Jahr 1887. Es wurde in Klinkerbauweise und im Stil der Neorenaissance erbaut; das Aussehen des Gebäudes ist von dem vorspringenden Dreieckserker. Das farbige Fenster in der Tür zur Gaststube trägt die Datierung 1887.
Das Bratwurstglöckle wurde am 9. April 1890 vom Wirt Valentin Kolb, sei 1889 Eigentümer des Grundstücks, eröffnet. Er richtete das Lokal im altfränkischen sowie im gründerzeitlichen Stil ein und nahm von Beginn an Biere wie das Würzburger Hofbräu und das Münchener Hackerbräu sowie Nürnberger und Fränkische Bratwurstspezialitäten in sein Angebot auf. Das Bratwurstglöckle beherbergt eine noch funktionierende Registrierkasse aus dem Jahr 1904. Im Jahr 1900 ließ Valentin Korb den Erker und das zweite Geschoss umbauen und eröffnete die alte Metzgerei des Hauses.
Etwa zu dieser Zeit könnte der von Bad Kissinger Bürgern gut besuchter Stammtisch entstanden sein (das älteste Foto des Stammtischs stammt aus dem Jahr 1904). Später wurde über dem Stammtisch ein Fuchsschwanz mit sechsfachem Glockenspiel angebracht.
Im Jahr 1909 wurde das Bratwurstglöckle von Josef Derreth übernommen, der Leibkoch des bayerischen Königs Ludwig II. war und Valentin Kolbs Tochter Louise geheiratet hatte. Josef Derreth ließ den Dachstuhl im Jahr 1912 umbauen sowie im Jahr 1922 aufstocken. Professor E. Netsch (Mitglied des Wiener Konzertvereins), der mit seinem Orchester bis zum Ersten Weltkrieg Kurmusik in Bad Kissingen spielte, verfasste mit dem „Glöckle-Marsch-Lied“ den einstigen Schlager des Bratwurstglöckle.
Nach Josef Derreths Tod im Jahr 1932 übernahm dessen Sohn Carl Derreth und seine aus Bad Kissingen stammenden Frau Toni, geb. Pesel, das Bratwurstglöckle. Beide führten die Gaststätte von 1932 bis 1978. Im Jahr 1955 bekamen Carl und Toni Derreth von einem Kurgastehepaar, das während seines dreiwöchigen Aufenthaltes in Bad Kissingen dem Bratwurstglöckle 42 Besuche abstattete, ein Gästebuch als Abschiedsgeschenk. Die erste Fotografie im Gästebuch entstand vor dem Eingang des Bratwurstglöckle und zeigt Carl Derreth mit dem Schauspieler Werner Krauß, der sich gerade für Dreharbeiten zum Film Sohn ohne Heimat in Bad Kissingen aufhielt, und mit dem Bad Kissinger Arzt Dr. Grieninger und dessen Tochter. Neben Werner Krauß besuchten zahlreiche weitere berühmte Persönlichkeiten das Bratwurstglöckle (siehe Abschnitt „Gästeliste“).
Im Jahr 1978 übernahm Carl Derreths Tochter Hanni mit ihrem Ehemann, dem Autoverkäufer Erwin Kuhn, der nun sein Hobby Kochen zum Beruf machte. In den Wintermonaten arbeitete er als Hotelmanager in Nairobi. Vater Carl Derreth war bis zu seinem Tod im Jahr 1984 für den kaufmännischen Teil des Restaurants zuständig.
Ab dem 29. März 1986 wurde das Bratwurstglöckle vom Ehepaar Krines geleitet. Sie sahen sich der Herausforderung gegenüber, die Ausstattung des Bratwurstglöckle wie Küche, Thekenanlage, Aufzüge und die gesamte Installation auf dem neuesten technischen Stand zu halten und gleichzeitig den altfränkischen Stil des Lokals zu bewahren. Auf der Speisekarte wurden fränkische Spezialitäten, gutbürgerliches Mittags- und Abendessen, internationale Gerichte sowie verschiedene Biersorten und Schoppenweine, Brotzeitgerichte, Kaffee und fränkischer Gerichte.
Später erfolgte ein Kauf durch Bauunternehmer Anton Schick aus Bad Kissingen. Seit 2019 wird das Bratwurstglöckle von Familie Hippler mit fränkischer Küche betrieben.

## Gästeliste
Berühmte Persönlichkeiten, die das Bratwurstglöckle aufsuchten, waren (in alphabetischer Reihenfolge):
- Ewald Balser (1898–1978), deutscher Schauspieler
- Willy Birgel (1891–1973), deutscher Schauspieler
- Karlheinz Böhm (1928–2014), österreichischer Schauspieler deutscher Herkunft
- Ernst Deutsch (1890–1969), österreichischer Schauspieler
- René Deltgen (1909–1979), luxemburgischer Schauspieler
- Heinz Drache (1923–2002), deutscher Schauspieler
- Max Greger (1926–2015), deutscher Bandleader
- Walter Giller (1927–2011), deutscher Schauspieler
- Käthe Gold (1907–1997), österreichische Schauspielerin
- Attila Hörbiger (1896–1987), österreichischer Schauspieler
- Karin Hübner (1936–2006), deutsche Schauspielerin
- Paul Hubschmid (1917–2002), Schweizer Schauspieler
- Curd Jürgens (1915–1982), deutsch-österreichischer Schauspieler
- Gustav Knuth (1901–1987), deutscher Schauspieler
- Johanna von Koczian (1933–2024), deutsche Schauspielerin und Sängerin
- Dagmar Koller (geb. 1939), österreichische Sängerin, Tänzerin und Schauspielerin
- Werner Krauß (1884–1959), deutscher Schauspieler (befand sich für Dreharbeiten zum Film Sohn ohne Heimat in Bad Kissingen)
- Hans-Joachim Kulenkampff (1921–1998), deutscher Schauspieler und Fernsehmoderator
- Johanna Matz (1932–2025), österreichische Schauspielerin
- Josef Meinrad (1913–1996), österreichischer Schauspieler
- Hubert von Meyerinck (1896–1971), deutscher Schauspieler
- Inge Meysel (1910–2004), deutsche Schauspielerin
- Gunnar Möller (1928–2017), deutscher Schauspieler
- Günter Noris (1935–2007), deutscher Bandleader (stammte aus Bad Kissingen)
- Rudolf Platte (1904–1984), deutscher Schauspieler
- Liselotte Pulver (geb. 1929), Schweizer Schauspielerin
- Johannes Rau (1931–2006), deutscher SPD-Politiker
- Charles Regnier (1914–2001), deutscher Schauspieler
- Sieghardt Rupp (1931–2015), österreichischer Schauspieler
- Carl-Heinz Schroth (1902–1989), österreichisch-deutscher Schauspieler
- Einzi Stolz (1912–2004), Ehefrau und Managerin des Operettenkomponisten Robert Stolz
- Horst Tappert (1923–2008), deutscher Schauspieler
- Nadja Tiller (1929–2023), österreichisch-deutsche Schauspielerin
- Margot Werner (1937–2012), österreichische Balletttänzerin und Chansonsängerin